# Co2
|  | Per a altres significats, vegeu «diòxid de carboni». |

CO2 és una sèrie de televisió de dibuixos animats francesa creada per Philippe Alessandri, dirigida per Michaël Armellino, Marie-Cécile Labatat i Franck Eckinci. La música és d'Alexandre Azaria. Està co-produïda per Tele Images Kids, Je Suis Bien Content for MCM i Canal Jimmy. La sèrie es va estrenar a TV3 l'estiu de l'any 2009.

## Argument
Els CO2 són una banda de pop-rock. Són la nova banda de moda a la ciutat, o això és el que creuen que seran algun dia. La banda està formada per:
- Carl: guitarrista.
- Odile: cantant principal.
- Olaf: bateria.

## Capítols
Consta de dues temporades i de 65 capítols en total. Cada capítol dura uns 2 minuts.
1. No ens respecten
2. Els amics són els que en parlen millor
3. El club T-Rex
4. Els transbigudins
5. Actitud de Rock'n roll
6. La droga és merda
7. No tant Kravitz com això
8. Assetjament
9. La pel·li de cul
10. El congelat
11. El videoclip
12. Sex bomb
13. SM (sense paraules)
14. Cox
15. L'emissió
16. Cita amb una discogràfica
17. La granja
18. Morts
19. La botiga de música
20. El meu primer fan
21. Llegenda personal
22. Records d'infantesa
23. Virgin
24. Primera part
25. We are the worst
26. Un alumne amb talent
27. A pagès
28. Últimes tendències
29. L'ascensor
30. La marató
31. Acció afirmativa
32. Coitus interruptus
33. Mòbil
34. Allô maman Bobo
35. Metro
36. El conductor
37. JMJ
38. Orgull gai
39. Èxit
40. Pica-pica xinès
41. Atur
42. Bumgulu
43. La fàtula
44. Tendinitis
45. Publicitat
46. Gòtic
47. Consells d'amic
48. El telèfon
49. CO2 a 0
50. L'Stevie Wonder
51. Passada total
52. Perduts
53. En Ted Ripolin
54. Sola
55. La fan
56. Joves per sempre
57. Credifàcil
58. El Quixot
59. Coala
60. Ja sabem la cançó
61. Tourette
62. Treballar fa salut
63. El complot
64. Políticament correcte
65. Flashback